# Marshall Allman
Marshall Allman (n. 5 aprilie 1984, Austin, Texas) este un actor american cunoscut în special pentru rolul din Prison Break difuzat de Fox.